# Tetramorium elidisum
Tetramorium elidisum är en myrart som beskrevs av Bolton 1980. Tetramorium elidisum ingår i släktet Tetramorium och familjen myror. Inga underarter finns listade i Catalogue of Life.